# Gilbert Michl

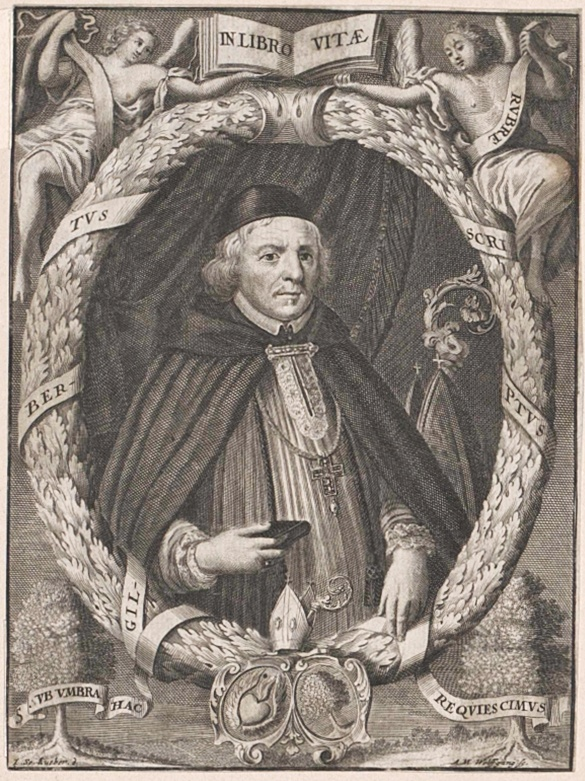
Abt Gilbert Michl

Gilbert Michl (getauft 27. Mai 1750 in Abensberg; † 2. Oktober 1828 in Steingaden), bürgerlicher Name Franz Benno Michl, war ein bayerischer Prämonstratenser, Komponist und der letzte Abt des Klosters Steingaden.

## Leben

### Ausbildung und frühes Ordensleben
Franz Benno Michl wurde 1750 im heutigen Silberkramerhaus in Abensberg geboren. Im Jahr 1764 wird er erstmals als Schüler des von Jesuiten geleiteten Kurfürstlichen Gymnasiums in München erwähnt. 1772 wurde er Novize im Kloster Steingaden; ein Jahr später legte er dort seine Gelübde ab und wählte den Namen Gilbert als seinen Ordensnamen. 1774 wurde er zum Priester geweiht. Im gleichen Jahr nahm er an der Universität Ingolstadt das Studium der Rechtswissenschaften auf. 1777 wurde er Professor für Theologie.
In Ingolstadt kam Gilbert Michl mit dem 1776 dort gegründeten Geheimbund der Illuminaten in Kontakt und trat ihm bei. Obwohl er den Grundidealen der Illuminaten, der Schaffung einer herrschaftsfreien und brüderlichen Gesellschaft durch moralische Bildung, zeitlebens treu blieb, trat er wegen der vermehrt antikirchlichen Ausrichtung der Illuminaten spätestens 1786 wieder aus und verlangte von seinen Novizen sogar eine eidliche Erklärung, nicht den Illuminaten anzugehören.

### Administrator und Abt von Steingaden

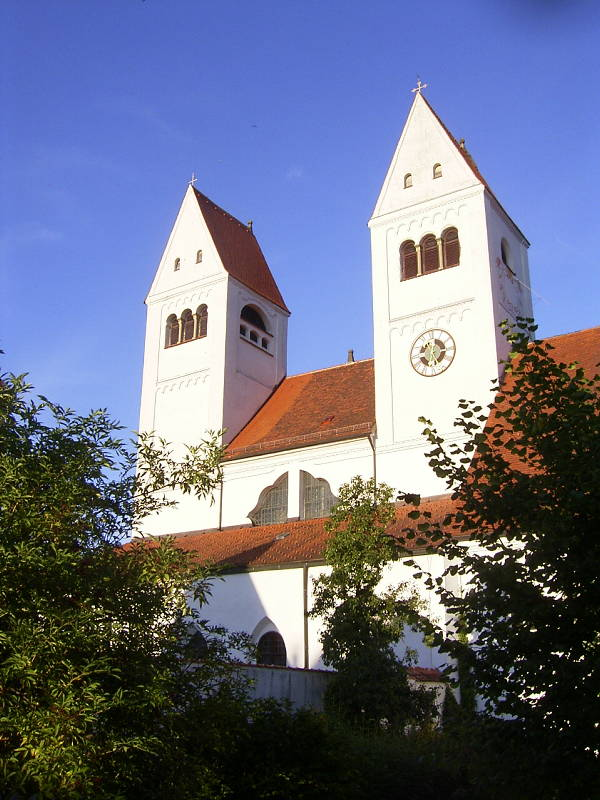
Die Klosterkirche St. Johannes Baptist in Steingaden

Ende des 18. Jahrhunderts stand das Kloster Steingaden kurz vor dem finanziellen Ruin. Einer der Gründe waren die immensen Baukosten für die Wieskirche, die von den ursprünglich veranschlagten 39.000 fl auf schließlich 180.000 fl angestiegen waren; dazu kamen noch einmal 100.000 fl für die Barockisierung der Abteikirche. Abt Augustin Bauer sah schließlich keinen anderen Ausweg, als 1783 bei Kurfürst Karl Theodor die Aufhebung des Stiftes zu beantragen, was dieser jedoch ablehnte. Als Augustin bereits ein Jahr später starb, verbot Karl Theodor die Wahl eines neuen Abtes. So wurde Gilbert Michl am 24. Oktober 1784 zum Administrator des Klosters ernannt. In den folgenden Jahren konnte Michl die Schuldenlast des Stifts erheblich verringern, so dass der Geheime Rat zwei Jahre später die Wahl eines neuen Abtes genehmigte. Am 26. November 1786 wurde Gilbert Michl zum Abt gewählt.
In den folgenden Jahren gelang es ihm, die finanzielle Lage des Klosters weiter zu verbessern. Sie blieb jedoch nach wie vor angespannt, auch da die Napoleonischen Kriege immer wieder zu zusätzlichen Belastungen in Form von Sondersteuern, Einquartierungen und Erpressungen durch Soldaten führten.
Trotz der schlechten Finanzlage konnte sich das Kloster noch bauliche Investitionen leisten. So wurde unter Abt Gilbert von 1787 bis 1790 ein 75 Meter langer Neubau für die Klosterbrauerei errichtet, der für damalige Verhältnisse modern ausgestattet war und heute noch erhalten ist.

### Säkularisation und späteres Wirken
Am 17. Februar 1802 legte Gilbert Michl ein 83 Seiten umfassendes Gutachten über die Neuordnung des Prämonstratenserordens in Bayern vor. Die Schrift umfasste sowohl Vorschläge für die Reform des klösterlichen Lebens als auch für die der Klosterökonomie.
Die Vorschläge kamen jedoch für eine Umsetzung in die Praxis zu spät. Am 25. März 1803 wurde das Kloster Steingaden im Rahmen der Säkularisation aufgelöst. Was vom Klosterbesitz noch übrig war, ging in Staatsbesitz über. Die 25 noch verbliebenen Chorherren wurden mit Geld abgefunden und wurden zumeist Pfarrer oder Lehrer. Elf (nach anderen Quellen neun) von ihnen blieben noch einige Jahre in Steingaden oder in der Wies, darunter auch Gilbert Michl. Er zog sich zunächst in das Hospiz an der Wieskirche zurück und widmete sich der Betreuung der Wallfahrer. Insgesamt wirkte der emeritierte Abt noch weitere 25 Jahre in Steingaden, bevor er am 2. Oktober 1828 dort starb. Laut Inschrift auf seinem Grabstein hat er sich unter anderem besonders um den Neuaufbau des Schulwesens verdient gemacht.
In Steingaden ist die Abt-Gilbert-Michl-Straße nach ihm benannt.

## Musikalisches Schaffen

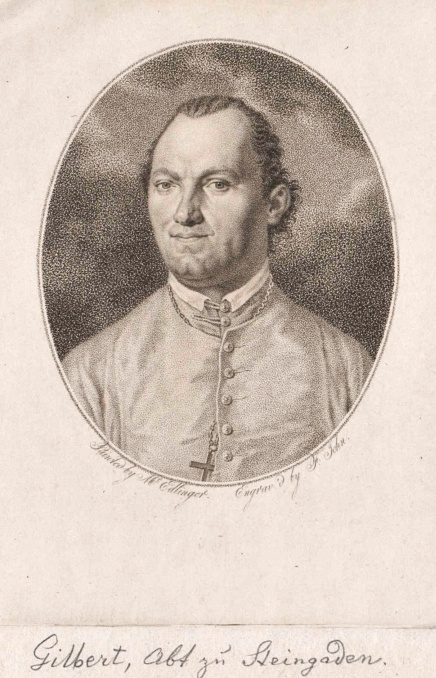
Gilbert Michl, Stich von Friedrich John (1769–1843)

Praktisch das gesamte musikalische Werk Gilbert Michls ist in den Wirren der Säkularisation verloren gegangen, darunter sämtliche Originalhandschriften. Konkret nachweisen lassen sich nur noch zwei Kompositionen.
Zum einen handelt es sich dabei um eine Sinfonie in D-Dur, die in einem Inventar der Abtei Schäftlarn von 1803 aufgelistet wurde, aber heute verschollen ist.
Von einem Requiem in Es-Dur, das höchstwahrscheinlich aus der Zeitspanne zwischen 1772 und 1775 stammt, sind dagegen noch drei historische Abschriften erhalten geblieben, nämlich in der Bischöflichen Zentralbibliothek Regensburg, in der Dombibliothek Freising und im Stift St. Peter in Salzburg. Komponiert ist das Werk für vier Solisten, vierstimmigen gemischten Chor (SATB), Violinen, Viola, 2 Hörner bzw. (im Dies Irae) Trompeten, Pauken und Orgel.

## Diskografie
Teile des Requiems sind auf Schallplatte oder CD erhältlich:
- Das Benedictus mit Kieth Engen als Bass-Solist und dem Kammerorchester Musica Bavarica unter der Leitung von Alois Kirchberger (Alte Musik aus dem Pfaffenwinkel)
- Agnus Dei, Cum Sanctis Tuis und Requiem (Introitus) mit dem Chor der Herz-Jesu-Kirche München unter der Leitung von Josef Schmidhuber (Musik aus oberbayerischen Klöstern)[5]

## Einzelnachweise

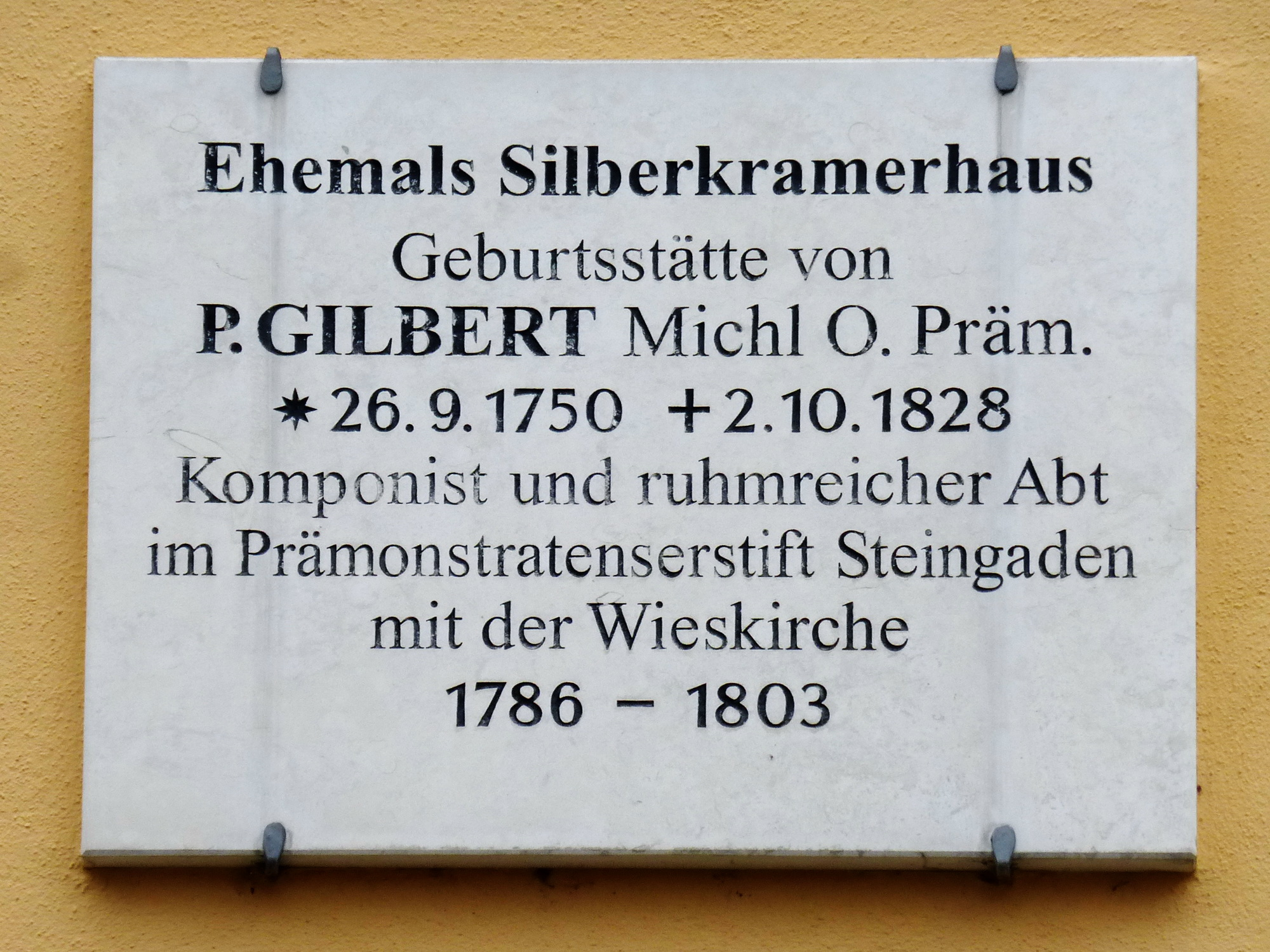
Gedenktafel für Gilbert Michl mit falschem Geburtsdatum